# Merindah Dingjan
Merindah Dingjan (Países Bajos, 15 de enero de 1991) es una nadadora australiana de origen neerlandés especializada en pruebas de estilo libre, donde consiguió ser medallista de bronce mundial en 2011 en los 4x100 metros estilos.

## Carrera deportiva
En el Campeonato Mundial de Natación de 2011 celebrado en Shanghái ganó la medalla de bronce en los 4x100 metros estilos, nadando el largo de estilo libre, con un tiempo de 3:57.13 segundos, tras Estados Unidos (oro con 3:52.36 segundos ) y Rusia (plata).